# ホールウォーカー
ホールウォーカーは日本の競走馬。南関東公営競馬で走り、引退後には種牡馬となった。

## 経歴

### 競走馬時代
2005年、2歳時の10月に浦和競馬場で行われたJRA2歳認定競走の新馬戦が競走馬デビュー戦となり、石崎隆之が騎乗して2着馬に4馬身差をつけ、逃げ切り勝ちを収めた。以後しばらく石崎が騎乗し、11月のデビュー2戦目は5着だったが、休養をはさんで翌2006年3月に2勝目を挙げた。続けて3勝目を挙げたが、その後脚部不安により休養を余儀なくされた。
復帰したのは4歳時、2007年5月に特別競走のフラワーステージ競走を水野貴史の騎乗により勝利した。しかし結果的にこれが最後の勝利となる。8月に大井競馬場へ遠征して出走したほうおう座特別競走で単勝1番人気を裏切り13着、その後も2戦したが勝利できずにふたたび脚部不安により休養を余儀なくされた。なお休養中に小林真治厩舎に移籍している。
2008年、5歳となり7月に実戦復帰戦を迎え、橋本直哉の騎乗により1番人気で出走したが5着に終わる。この競走を最後に地方競馬全国協会 (NAR) の競走馬登録を抹消され、引退した。

### 種牡馬時代
競走馬引退後、現役時代からの馬主の意向により種牡馬となり、6歳時の2009年からアロースタッドにて供用される。エイシンサンディの後継種牡馬としてはミツアキサイレンスに次いで2頭目となる。なお供用初年度の種付料はプライベートと発表されている。2011年からは、馬主が経営するストロベリーフィールドファームに移動して種牡馬生活を続けている。2012年に初年度産駒が競走馬としてデビューし、浦和競馬場で勝利を挙げた。2020年を最後に種牡馬を引退してストロベリーフィールドファームで功労馬として余生を過ごしている。
産駒からは、浦和の準重賞プラチナカップを勝って種牡馬入りしたフォクスホールがでている。

## 年度別競走成績
- 2005年（2歳）2戦1勝
- 2006年（3歳）2戦2勝
- 2007年（4歳）4戦1勝
- 2008年（5歳）1戦0勝

## 血統表
| ホールウォーカーの血統        | ホールウォーカーの血統                               | ホールウォーカーの血統   | （血統表の出典）     | （血統表の出典） |
| 父系                          | サンデーサイレンス系                                 | サンデーサイレンス系     | サンデーサイレンス系 | [ § 2 ]          |
| 父 エイシンサンディ 1993 鹿毛 | 父の父*サンデーサイレンス Sunday Silence 1986 青鹿毛 | Halo                     | Hail to Reason       | Hail to Reason   |
| 父 エイシンサンディ 1993 鹿毛 | 父の父*サンデーサイレンス Sunday Silence 1986 青鹿毛 | Halo                     | Cosmah               |                  |
| 父 エイシンサンディ 1993 鹿毛 | 父の父*サンデーサイレンス Sunday Silence 1986 青鹿毛 | Wishing Well             | Understanding        | Understanding    |
| 父 エイシンサンディ 1993 鹿毛 | 父の父*サンデーサイレンス Sunday Silence 1986 青鹿毛 | Wishing Well             | Mountain Flower      |                  |
| 父 エイシンサンディ 1993 鹿毛 | 父の母エイシンウイザード 1986 芦毛                   | *ノーザリー Northerly    | Northern Dancer      | Northern Dancer  |
| 父 エイシンサンディ 1993 鹿毛 | 父の母エイシンウイザード 1986 芦毛                   | *ノーザリー Northerly    | Politely             |                  |
| 父 エイシンサンディ 1993 鹿毛 | 父の母エイシンウイザード 1986 芦毛                   | シルバーナイキ           | *ドン                | *ドン            |
| 父 エイシンサンディ 1993 鹿毛 | 父の母エイシンウイザード 1986 芦毛                   | シルバーナイキ           | ケープルビー         |                  |
| 母 ラツキーイソハル 1984 栗毛 | 母の父*ジョッギング Jogging 1967 栗毛                | Swaps                    | Khaled               | Khaled           |
| 母 ラツキーイソハル 1984 栗毛 | 母の父*ジョッギング Jogging 1967 栗毛                | Swaps                    | Iron Reward          |                  |
| 母 ラツキーイソハル 1984 栗毛 | 母の父*ジョッギング Jogging 1967 栗毛                | Doricharger              | Royal Charger        | Royal Charger    |
| 母 ラツキーイソハル 1984 栗毛 | 母の父*ジョッギング Jogging 1967 栗毛                | Doricharger              | Lady Dorimar         |                  |
| 母 ラツキーイソハル 1984 栗毛 | 母の母ダイカスガ 1974 栗毛                           | *スティンティノ Stintino | Sheshoon             | Sheshoon         |
| 母 ラツキーイソハル 1984 栗毛 | 母の母ダイカスガ 1974 栗毛                           | *スティンティノ Stintino | Cynara               |                  |
| 母 ラツキーイソハル 1984 栗毛 | 母の母ダイカスガ 1974 栗毛                           | *アバカナ Abakana        | Val de Loir          | Val de Loir      |
| 母 ラツキーイソハル 1984 栗毛 | 母の母ダイカスガ 1974 栗毛                           | *アバカナ Abakana        | Anguar               |                  |
| 母系(F-No.)                   | アバカナ系(FN:13-c)                                  | アバカナ系(FN:13-c)      | アバカナ系(FN:13-c)  | [ § 3 ]          |
| 5代内の近親交配               | Grey Sovereign 5×5                                   | Grey Sovereign 5×5       | Grey Sovereign 5×5   | [ § 4 ]          |
| 出典                          | 1. 2. 3. 4.                                          | 1. 2. 3. 4.              | 1. 2. 3. 4.          | 1. 2. 3. 4.      |

### 血統背景
- 母、ラツキーイソハル（1987年クイーン特別、1990年マイル争覇）